# José Ramón Osorio
José Ramón Osorio y Mejía (Valdepeñas, 1821-Valdepeñas, 1875) fue un político y militar español.

## Biografía
Nacido el 28 de febrero de 1821 en la localidad ciudadrealeña de Valdepeñas, siguió la carrera militar. Durante el reinado de Isabel II obtuvo escaño de diputado por la provincia de Ciudad Real en varias ocasiones, entre ellas en las Cortes constituyentes de 1854. En 1867 fue nombrado senador del reino, si bien no habría tomado posesión del cargo por incumplimiento de los requisitos.En 1875 se daba parte en la prensa de cómo habría enfermado gravemente de una pulmonía. La Enciclopedia universal ilustrada europeo-americana incluye dicho año como fecha de fallecimiento, que habría tenido lugar en su localidad natal.